# 3-й Західний провулок (Житомир)
3-й Західний провулок — провулок в Богунському районі міста Житомира.

## Характеристики
Розташований на Мальованці. Бере початок з Західної вулиці. Прямує на південний захід. Завершується перехрестям з вулицею Олени Теліги. Має перехрестя з вулицею Родини Гамченків та провулком Остапа Вишні.

## Історія
У 1930-50-ті роки мав назву провулок Байдукова. Чинна назва з 1958 року. До кінця 1960-х років провулок та його забудова сформувалися.